# Hemiasterella magna
Hemiasterella magna är en svampdjursart som beskrevs av Gustavo Pulitzer-Finali 1993. Hemiasterella magna ingår i släktet Hemiasterella och familjen Hemiasterellidae. Inga underarter finns listade i Catalogue of Life.